# مايك بورتون
مايك بورتون (بالإنجليزية: Mike Burton)‏ هو سياسي أمريكي، ولد في 1941. انتخب عضو مجلس نواب أوريغون.